# Lothin
Lothin o Lodin (nórdico antiguo: Loðinn, n. 930), fue un caudillo y bien posicionado comerciante vikingo de Vik, Noruega en el siglo X. Durante un viaje al Báltico, recaló en Estonia para sus tareas mercantiles y reconoció a Ástrid en el mercado de thralls (esclavos), la que fue reina consorte y esposa del entonces difunto rey Tryggve Olafsson, por lo tanto madre del heredero a la corona noruega Olaf Tryggvason. Ástrid y su hijo habían sido perseguidos por Harald II de Noruega y su madre Gunnhild que pretendían eliminar los pretendientes a la corona y preservar la dinastía de Erik Hacha Sangrienta, pero la nave que los llevaba a Gardariki fue interceptada por vikingos osilianos, la tripulación y el pasaje capturados, unos murieron y otros fueron vendidos como esclavos.
Lothin compró la libertad de Ástrid con la condición de regresar a Noruega y casarse con él. Ástrid se encontraba maltrecha y castigada tras tanto tiempo de esclavitud, por lo que no dudó en valorar la oferta, ya que conocía a Lothin y sabía que era un vikingo de noble linaje, valiente y rico. Al regresar a Noruega se casaron con el consentimiento de las familias, de esa relación nació un varón, Thorkel Nefja y dos hijas, Ingiríth e Ingigerth.